# Alasenjärvi
Alasenjärvi eller Alanen är en sjö i Finland. Den ligger i kommunen Lahtis i landskapet Päijänne-Tavastland, i den södra delen av landet, 100 km norr om huvudstaden Helsingfors. Alasenjärvi ligger 95,4 meter över havet. I omgivningarna runt Alasenjärvi växer i huvudsak blandskog. Arean är 2,72 kvadratkilometer och strandlinjen är 12,12 kilometer lång. Sjön  ingår i Kymmene älvs huvudavrinningsområde. 